# Rasskazowo
Rasskazowo – miasto w Rosji, w obwodzie tambowskim, 40 km na wschód od Tambowa. W 2009 liczyło 44 245 mieszkańców.